# Ведьмак (4-й сезон)
Работа над четвёртым сезоном фэнтезийного драматического сериала «Ведьмак», основанного на цикле произведений Анджея Сапковского о ведьмаке Геральте, началась в 2022 году. Известно, что главную роль в нём играет не Генри Кавилл, как в трёх предыдущих сезонах, а Лиам Хемсворт. Релиз запланирован на 2025 год.

## Сюжет
Действие сериала происходит в вымышленном мире, похожем на Европу позднего Средневековья. Главные герои — ведьмак (бродячий охотник на чудовищ) Геральт из Ривии, его возлюбленная, чародейка Йеннифэр из Венгерберга, и его приёмная дочь — принцесса Цинтры Цири, а также лучший друг и бард Лютик. Жизнь этих героев тесно связана с политическими интригами и с войнами между коалицией северных королевств (именно на их территории разворачивается основное действие) и южной империей Нильфгаард.
Ожидается, что литературной основой для четвёртого сезона сериала послужит роман «Крещение огнём». В числе новых персонажей появятся Регис и Золтан Хивай.

## В ролях
- Лиам Хемсворт — Геральт из Ривии
- Аня Чалотра — Йеннифэр из Венгерберга
- Фрейя Аллан — княжна Цирилла
- Джои Бэти — Лютик
- Линден Порко — Персиваль Шуттенбах

## Производство
Первые данные о том, что четвёртый сезон «Ведьмака» находится в разработке, появились в апреле 2022 года, то есть задолго до выхода третьего сезона: режиссёр Стивен Суржик рассказал СМИ, что продюсеры и сценаристы уже запланировали съёмки. В сентябре 2022 года стало известно, что четвёртый сезон будут снимать вместе с пятым и что сценарии для этих двух сезонов тоже будут писать вместе. Работа над сценариями началась не позже октября 2022 года, этим занимаются Лорен Хиссрич, Майк Островски, Мэтью Д’ Амбросио и другие.
29 октября 2022 года было объявлено, что главную роль, Геральта из Ривии, в четвёртом сезоне сыграет не Генри Кавилл, а Лиам Хемсворт. О причинах ухода Кавилла ничего не известно (это может быть связано со слишком плотным графиком или с изменениями в сценарии). «Мой путь в роли Геральта из Ривии был полон чудовищ и приключений, но, увы, в четвёртом сезоне я сложу свой медальон и мечи», — написал он. Хемсворта Кавилл в этом же сообщении назвал «потрясающим», а тот заявил, что «как поклонник „Ведьмака“… просто в восторге от возможности сыграть Геральта из Ривии».
Известно, что в четвёртом сезоне в сюжет будет введён вампир Регис, на роль которого планируется пригласить известного голливудского актёра, а также краснолюд Золтан Хивай.
В июле 2023 года появились данные о том, что съёмки четвёртого сезона начнутся 4 сентября в Лондоне, позже — что они могут быть перенесены на 2025 год из-за забастовки голливудских актёров. В итоге съёмки начались в апреле 2024 года и завершились в октябре. Релиз запланирован на 2025 год.